# Spazio riflessivo
In matematica, in particolare in analisi funzionale, uno spazio di Banach (o più in generale uno spazio vettoriale topologico localmente convesso) è detto spazio riflessivo se coincide con il duale continuo del suo spazio duale continuo (cioè il suo biduale), sia come spazio vettoriale, sia come spazio topologico.

## Spazi di Banach
Sia {\displaystyle X} uno spazio vettoriale normato sul campo {\displaystyle \mathbb {F} =\mathbb {R} } o {\displaystyle \mathbb {F} =\mathbb {C} }, e con norma {\displaystyle \|\cdot \|}. Si consideri il suo spazio duale continuo {\displaystyle X'}, che consiste in tutti i funzionali lineari continui {\displaystyle f:X\to {\mathbb {F} }} ed in cui è definita la norma duale {\displaystyle \|\cdot \|'} data da:
{\displaystyle \|f\|'=\sup\{|f(x)|\,:\,x\in X,\ \|x\|\leq 1\}}
Il duale {\displaystyle X'} è uno spazio di Banach, e il suo duale {\displaystyle X''=(X')'} è detto biduale di {\displaystyle X}. Si tratta dell'insieme di tutti i funzionali lineari {\displaystyle h:X'\to {\mathbb {F} }} ed è fornito della norma {\displaystyle \|\cdot \|''}, duale di {\displaystyle \|\cdot \|'}. A ogni vettore {\displaystyle x\in X} può essere associato un funzionale scalare {\displaystyle J(x):X'\to {\mathbb {F} }} nel modo seguente:
{\displaystyle J(x)(f)=f(x)\qquad f\in X'}
dove {\displaystyle J(x)} è un funzionale lineare continuo su {\displaystyle X'}, ovvero {\displaystyle J(x)\in X''}. Si ottiene in questo modo la funzione:
{\displaystyle J:X\to X''}
detta mappa di valutazione, che è lineare. Segue dal teorema di Hahn-Banach che {\displaystyle J} è una funzione iniettiva e che preserva la norma:
{\displaystyle \forall x\in X\qquad \|J(x)\|''=\|x\|}
ovvero {\displaystyle J} mappa {\displaystyle X} isometricamente nella sua immagine {\displaystyle J(X)} in {\displaystyle X''}. L'immagine {\displaystyle J(X)} non è necessariamente uguale a {\displaystyle X''}.
Uno spazio normato {\displaystyle X} è riflessivo se soddisfa le seguenti condizioni equivalenti:
- La mappa di valutazione {\displaystyle J:X\to X''} è suriettiva.
- La mappa di valutazione {\displaystyle J:X\to X''} è un isomorfismo isometrico tra spazi normati.
- La mappa di valutazione {\displaystyle J:X\to X''} è un isomorfismo tra spazi normati.

Uno spazio riflessivo {\displaystyle X} è uno spazio di Banach dal momento che {\displaystyle X} è (per quanto detto sopra) isometrico allo spazio di Banach {\displaystyle X''}.
Da notare che uno spazio di Banach è riflessivo se è linearmente isometrico al suo biduale rispetto a {\displaystyle J}, ma si dimostra che esiste uno spazio {\displaystyle X} non riflessivo che è linearmente isometrico a {\displaystyle X''}.
Uno spazio di Banach è detto quasi-riflessivo (o di ordine {\displaystyle d}) se il quoziente {\displaystyle X''/J(X)} ha dimensione finita {\displaystyle d}.

### Proprietà
- Se uno spazio di Banach {\displaystyle Y} è isomorfo a uno spazio di Banach riflessivo {\displaystyle X}, allora {\displaystyle Y} è riflessivo.
- Ogni sottospazio vettoriale chiuso di uno spazio riflessivo è riflessivo. Il duale di uno spazio riflessivo è riflessivo. Il quoziente di uno spazio riflessivo per un suo sottospazio vettoriale chiuso è riflessivo.
- Se {\displaystyle X} è uno spazio di Banach, le seguenti affermazioni sono equivalenti:
  - {\displaystyle X} è riflessivo.
  - Il duale di {\displaystyle X} è riflessivo.
  - La sfera unitaria chiusa in {\displaystyle X} è compatta nella topologia debole (teorema di Kakutani).
  - Ogni successione limitata in {\displaystyle X} possiede una sottosuccessione debolmente convergente, dal momento che compattezza debole e compattezza sequenziale debole coincidono per il teorema di Eberlein-Šmulian.
  - Ogni funzionale lineare continuo su {\displaystyle X} raggiunge il suo valore massimo sulla sfera unitaria in {\displaystyle X} (teorema di James).

Dalla terza proprietà segue che i sottoinsiemi convessi chiusi e limitati di uno spazio riflessivo {\displaystyle X} sono debolmente compatti. In questo modo, per ogni successione decrescente di insiemi convessi, chiusi, limitati e non vuoti di {\displaystyle X}, la loro intersezione non è vuota. Come conseguenza, ogni funzione convessa continua {\displaystyle f} definita su un sottoinsieme convesso e chiuso {\displaystyle C\subset X}, e tale per cui l'insieme:
{\displaystyle C_{t}=\{x\in C\,:\,f(x)\leq t\}}
è non vuoto e limitato per ogni {\displaystyle t\in \mathbb {R} }, raggiunge il suo minimo valore su {\displaystyle C}.
- Gli spazi di Banach riflessivi sono frequentemente caratterizzati tramite le loro proprietà geometriche. Se {\displaystyle C} è un sottoinsieme convesso e chiuso dello spazio riflessivo {\displaystyle X}, allora per ogni {\displaystyle x\in X} esiste {\displaystyle c\in C} tale che {\displaystyle \|x-c\|} minimizza la distanza tra {\displaystyle x} e i punti di {\displaystyle C}. Si nota che mentre la minima distanza tra {\displaystyle x} e {\displaystyle C} è unicamente definita dalla scelta di {\displaystyle x}, lo stesso non si può dire per il punto {\displaystyle c}: il punto più vicino {\displaystyle c} è unico quando {\displaystyle X} è uniformemente convesso.
- Uno spazio di Banach riflessivo è separabile se e solo se lo è il suo duale. Ciò segue dal fatto che per ogni spazio normato {\displaystyle Y} la separabilità del duale {\displaystyle Y'} implica la separabilità di {\displaystyle Y} stesso.

### Spazi superriflessivi
Uno spazio di Banach {\displaystyle Y} è finitamente rappresentabile in uno spazio di Banach {\displaystyle X} se per ogni sottospazio {\displaystyle Y_{0}} di {\displaystyle Y} che ha dimensione finita e per ogni {\displaystyle \epsilon >0} esiste un sottospazio {\displaystyle X_{0}} di {\displaystyle X} tale per cui la distanza moltiplicativa di Banach-Mazur tra {\displaystyle X_{0}} e {\displaystyle Y_{0}} soddisfa:
{\displaystyle d(X_{0},Y_{0})<1+\varepsilon }
Uno spazio di Banach finitamente rappresentabile in {\displaystyle \ell ^{2}} è uno spazio di Hilbert, ed ogni spazio di Banach è finitamente rappresentabile nello spazio delle successioni {\displaystyle c_{0}}. Lo spazio Lp {\displaystyle L^{p}[0,1]} è inoltre finitamente rappresentabile in {\displaystyle \ell ^{p}}.
Uno spazio di Banach {\displaystyle X} è detto superriflessivo se tutti gli spazi di Banach {\displaystyle Y} finitamente rappresentabili in {\displaystyle X} sono riflessivi, ovvero se nessuno spazio non riflessivo {\displaystyle Y} è finitamente rappresentabile in {\displaystyle X}.
Un risultato che si deve a R. C. James mostra che uno spazio è superriflessivo se e solo se lo è il suo duale.

## Spazi localmente convessi
Il concetto di spazio di Banach riflessivo può essere generalizzato considerando spazi localmente convessi. Sia {\displaystyle X} uno spazio vettoriale topologico su {\displaystyle \mathbb {R} } o {\displaystyle \mathbb {C} }. Si consideri il suo spazio duale {\displaystyle X'_{\beta }} relativamente alla topologia forte, che è formato da tutti i funzionali lineari continui {\displaystyle f:X\to {\mathbb {F} }} e munito della topologia forte {\displaystyle \beta (X',X)}, ovvero la topologia associata alla convergenza uniforme di sottoinsiemi limitati di {\displaystyle X}. Lo spazio {\displaystyle X'} è uno spazio vettoriale topologico localmente convesso, e si può quindi considerare il suo duale {\displaystyle \beta ((X'_{\beta })',X'_{\beta })} (relativamente alla topologia forte), detto biduale forte di {\displaystyle X}. 
Si tratta dello spazio formato da tutti i funzionali lineari {\displaystyle h:X'_{\beta }\to {\mathbb {F} }} e in esso è definita la topologia forte {\displaystyle \beta ((X'_{\beta })',X'_{\beta })}. Ogni vettore {\displaystyle x\in X} genera una funzione {\displaystyle J(x):X'_{\beta }\to {\mathbb {F} }} per mezzo della formula:
{\displaystyle J(x)(f)=f(x)\qquad f\in X'}
che è un funzionale lineare continuo su {\displaystyle X'_{\beta }}, ovvero {\displaystyle J(x)\in (X'_{\beta })'_{\beta }}. Si ottiene la mappa di valutazione:
{\displaystyle J:X\to (X'_{\beta })'_{\beta }}
che è lineare. Se {\displaystyle X} è localmente convesso, dal teorema di Hahn-Banach si ha che {\displaystyle J} è una funzione iniettiva e aperta (cioè per ogni intorno {\displaystyle U} dello zero in {\displaystyle X} esiste un intorno {\displaystyle V} dello zero in {\displaystyle (X'_{\beta })'_{\beta }} tale che {\displaystyle J(U)\supseteq V\cap J(X)}). Tuttavia può essere non suriettiva, né continua.
Uno spazio localmente convesso {\displaystyle X} è detto:
- semi-riflessivo se la mappa di valutazione {\displaystyle J:X\to (X'_{\beta })'_{\beta }} è suriettiva.
- riflessivo se la mappa di valutazione {\displaystyle J:X\to (X'_{\beta })'_{\beta }} è suriettiva e continua. In tal caso {\displaystyle J} è un isomorfismo tra spazi vettoriali topologici.

Si dimostra che uno spazio di Hausdorff {\displaystyle X} localmente convesso è semi-riflessivo se e solo se {\displaystyle X} con la topologia {\displaystyle \sigma (X,X^{*})} ha la proprietà che i suoi sottoinsiemi chiusi e limitati sono debolmente compatti.
Uno spazio localmente convesso {\displaystyle X} è riflessivo se e solo se è semi-riflessivo ed è uno spazio botte. Inoltre, il duale (rispetto alla topologia forte) di uno spazio semi-riflessivo è uno spazio botte.